# بازساز پیچ‌های هرز

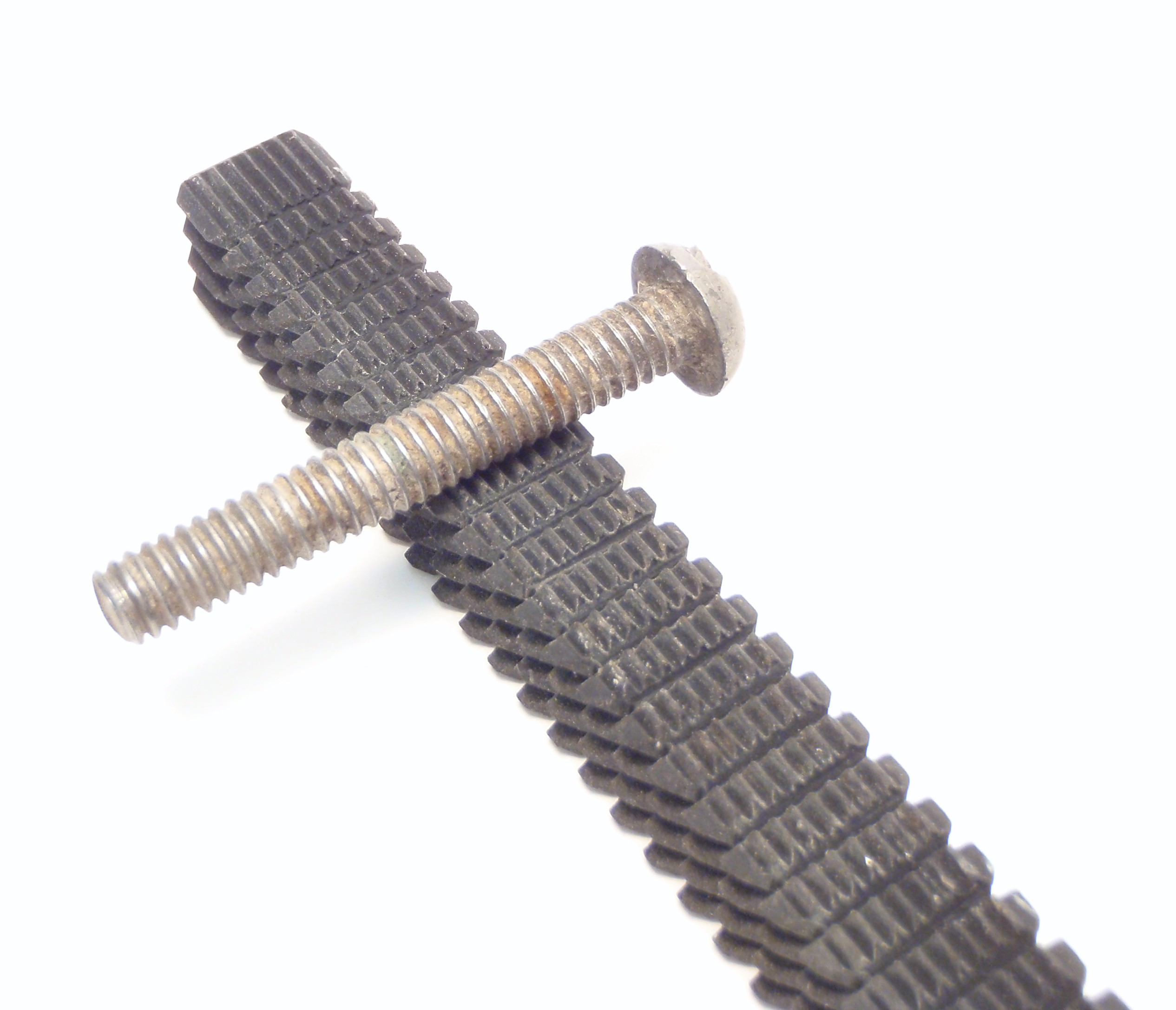
یک بازساز پیچ‌های هرز

بازساز پیچ‌های هرز، ابزاری است به منظور احیاء کردن و بازسازی پیچ‌های هرز و آسیب دیده به کار می رود. یک نوع از این ابزارها شبیه یک سوهان می‌باشد. این ابزار شیارها و پیچ و تاب‌های هرز را دوباره مرتب می‌سازد.